# 桐山漣
桐山漣（日语：／ Kiriyama Ren，1985年2月2日—），日本演員。神奈川縣橫濱市人。原屬ビッグアップル（Big Apple）旗下藝人，2008年10日公司被Hirata Office吸收，所以成為曾經的經紀公司為ヒラタオフィス（Hirata Office），現在自由身。

## 演出作品

### 電影
- BOYSLOVE 劇場版（日语：BOYSLOVE 劇場版）（2007年9月1日）飾 天上一之
- カフェ代官山（日语：カフェ代官山〜Sweet Boys〜） 飾 三浦未琴
  - カフェ代官山〜Sweet Boys〜（2008年3月15日）
  - カフェ代官山II〜夢の続き〜（2008年10月25日）
  - カフェ代官山 III 〜それぞれの明日〜（2009年3月14日）
- 僕らの方程式（日语：僕らの方程式）（2008年） 飾 吉川ワタル
- ビートロック☆ラブ（日语：ビートロック☆ラブ）（2009年3月28日）飾 城岛憐
- 假面騎士 劇場版
  - 劇場版 假面騎士Decade 全騎士 VS 大修卡（2009年8月8日） 飾 假面騎士W（声）
  - 假面骑士×假面骑士 W&DECADE MOVIE大战2010（2009年12月12日） 主演 飾 左翔太郎/假面騎士W 
  - 假面騎士W Forever A至Z/命運的Gaia Memory（2010年8月7日）主演 飾 左翔太郎/假面騎士W/假面騎士JOKER（声）
  - 假面騎士×假面騎士 OOO & W feat. Skull Movie大戰 Core（2010年12月18日）飾 左翔太郎/假面騎士W
  - OOO・電王・All Riders Let's Go假面骑士（2011年4月1日）飾 左翔太郎/假面騎士W（声）（友情出演）
  - 假面騎士×假面騎士 Fourze & OOO Movie大戰 Mega Max（2011年12月10日）飾 左翔太郎/假面騎士W（声）/假面騎士JOKER（声）（友情出演）
  - 平成騎士對昭和騎士 假面騎士大戰feat.超級戰隊（2014年3月29日） 飾 左翔太郎/假面騎士W（声）/假面騎士JOKER（声）
- ランブリングハート（日语：ランブリングハート）（2010年1月16日）主演 飾 南真智
- RUN60（日语：RUN60）（2011年6月25日）主演 飾 高杉裕
- 君へ。（日语：君へ。）（2011年9月24日）主演 飾 本間晃治
- 吉祥寺の朝日奈くん（日语：吉祥寺の朝日奈くん）（2011年11月19日）主演 飾 朝日奈ヒナタ
- 大奧〜永遠〜［右衛門佐・綱吉篇］（2012年12月22日、松竹 / Asmik Ace）飾  大典侍
- 東京闇虫（2013年9月28日）主演 飾 加藤亮 （页面存档备份，存于）
- 鄰居同居（2014年4月12日）飾 三條亘
- 群青色の、とおり道 (2015年3月28日) 主演 飾 真山佳幸
- 呪怨：最終章(2015年6月20日) 飾 北村奏太
- 東京PR Woman（2015年8月22日）飾 武藤信吾
- KANON（2016年10月1日） 飾 小出聰 役
- 新宿天鵝II（2017年1月21日） 飾 鼠賀信之介
- 海の底からモナムール（2017年※映画祭上映のみ） 主演 飾 タクマ
- 笑傲曇天（2018年3月21日） 飾 金城白子
- Dolmen X （2018年6月15日） 飾 實光修吾
- 貞子（2019年5月24日） 飾 藤井稔

### 電視劇
註：粗體字之角色名為主演之劇集。
| 播放時間 | 播放時間           | 頻道                | 劇名                                                                                          | 角色                                          | 備註                                     |
| 年分     | 日期               | 頻道                | 劇名                                                                                          | 角色                                          | 備註                                     |
| -------- | ------------------ | ------------------- | --------------------------------------------------------------------------------------------- | --------------------------------------------- | ---------------------------------------- |
| 2006年   | 8月19日、26日      | 富士電視台          | 少年刑警                                                                                      | 五十嵐                                        | 第7話－第8話                             |
| 2006年   | 10月23日           | 富士電視台          | 交響情人夢                                                                                    |                                               | 第2話                                    |
| 2007年   | 10月 - 12月        | 西日本放送          | 手機少女〜戀愛的課後輔導〜                                                                    | 飛鳥龍一                                      |                                          |
| 2008年   | 1月 - 3月          | 東京電視台          | 成為王子的正確方法                                                                            | 吉行麒麟                                      |                                          |
| 2008年   | 4月 - 6月          | 東京都會電視台      | 東京幽靈物語                                                                                  | 乾海                                          |                                          |
| 2009年   | 1月15日            | 日本電視台          | RESET                                                                                         | 滝沢诚                                        | 第1話                                    |
| 2009年   | 4月 - 6月          |                     | SONY ORIGINAL Web drama「LOVE ON」                                                            | 加藤晴樹                                      |                                          |
| 2009年   | 9月 - 2010年8月    | 朝日電視台          | 假面騎士W                                                                                     | 左翔太郎 假面騎士W（声）／假面騎士JOKER（声） |                                          |
| 2011年   | 1月 - 3月          | 朝日電視台          | 真正的犯人~心理特搜事件簿                                                                     | 御子柴衛                                      |                                          |
| 2011年   | 6月2日             | 讀賣電視台          | 失戀保險                                                                                      | 高原清悟                                      | 第9話                                    |
| 2011年   | 7月10日 - 9月      | 富士電視台          | 花樣少年少女 ～美男☆樂園～                                                                    | 難波南                                        |                                          |
| 2011年   | 12月 - 2012年1月   | 富士電視台TWO       | 變身指令                                                                                      | 神山新                                        |                                          |
| 2012年   | 2月18日            | NHK BS Premium      | Cambrian Wars                                                                                 | 永沢直紀                                      | SP                                       |
| 2012年   | 3月28日、29日      | NHK                 | 晨間劇殺人事件                                                                                | 芽本禮二                                      | SP                                       |
| 2012年   | 4月10日            | 關西電視台          | 37歲成為醫生的我～實習醫生的純情故事～                                                        | 谷口篤志                                      |                                          |
| 2012年   | 4月 - 5月          | MBS                 | RUN60                                                                                         | 高杉裕                                        |                                          |
| 2012年   | 7月13日            | 富士電視臺          | 結婚同窓会 〜SEASIDE LOVE〜                                                                   | 宮本遙冬                                      |                                          |
| 2012年   | 8月9日             | 讀賣電視台          | Vision 能看到兇殺的女人                                                                       | 田中卓治                                      | 第5話                                    |
| 2012年   | 10月21日           | TBS                 | MONSTERS                                                                                      | 室岡徹                                        | 第1話                                    |
| 2012年   | 12月7日            | 富士電視台TWO       | 變身指令2                                                                                     | 神山新                                        |                                          |
| 2012年   | 4月 - 6月          | TBS                 | 飛翔公關室                                                                                    | 藤枝敏生                                      |                                          |
| 2012年   | 6月25日            | 關西電視台          | 變得幸福的三次購物 第3章 買了婚紗的女人                                                       | 清水拓                                        | SP                                       |
| 2012年   | 7月16日            | TBS                 | 佛物專寺                                                                                      | 城敦                                          |                                          |
| 2014年   | 1月 - 3月          | 富士電視台          | Lost Days                                                                                     | 櫻田亘                                        |                                          |
| 2014年   | 1月20日            | BeeTV               | 戀愛是必然的：新感覺戀愛法則                                                                  |                                               | 手機劇 第一話主演 （页面存档备份，存于） |
| 2014年   | 5月16日            | 富士電視台NEXTsmart | Back hug 廣告所連接的愛戀                                                                     | 內海拓真                                      | 手機劇                                   |
| 2014年   | 6月4日             | 日本電視台          | 花咲舞無法沉默                                                                                | 秋本輝夫                                      | 第8話                                    |
| 2014年   | 6月 - 8月          | 日本電視台          | 水手服與宇宙人~地球上剩下的最後11人~                                                          | 立花玲央                                      |                                          |
| 2014年   | 7月2日             | 日本電視台          | 殺人偏差值70                                                                                  | 楠見貴裕                                      | SP                                       |
| 2014年   | 8月2日、9日        | 日本電視台          | 金田一少年之事件簿N (neo)                                                                     | 川島豐                                        | 第3、4話 鬼火島殺人事件                  |
| 2014年   | 8月28日            | UULA                | 奇妙な恋の物語-THE AMAZING LOVE STORY-                                                        | 直樹                                          | 手機劇 第3話「未来花火」                 |
| 2014年   | 11月7日            | 日本電視台          | Dr.ナースエイド                                                                               | 青田太陽                                      | SP                                       |
| 2015年   | 1月8日             | 日本電視台          | 五星旅行社                                                                                    | 春川優也                                      | 第4話                                    |
| 2015年   | 2月9日             | TBS                 | 女流懸疑作家 藥師寺叡子京都殺人日記                                                           | 星岡巧警部補                                  | SP                                       |
| 2015年   | 3月1日             | MBS                 | 約飯                                                                                          | 甲斐壮馬                                      | 第6話                                    |
| 2015年   | 7月 - 9月          | NHK                 | 真真事～麻之助裁定帳～                                                                        | 八木清十郎                                    |                                          |
| 2015年   | 9月18日            | 日本電視台          | 磁石男2015                                                                                    | 佐伯渉                                        | SP                                       |
| 2015年   | 9月16、19、20日    | LaLa TV             | 我們無法被求婚的101個理由 第2季                                                               | 高木                                          | SP                                       |
| 2015年   | 10月 - 11月        | 日本電視台          | 永久就職試驗                                                                                  | 森岡孝太郎                                    |                                          |
| 2015年   | 11月30日           | TBS                 | 這本推理小說真厲害～來自暢銷作家的挑戰書「波塞冬的懲罰」                                      | 鏑木                                          | SP                                       |
| 2015年   | 12月19日           | 中京電視台          | Mother2015 17歲的母親                                                                         | 片岡洋平                                      | SP                                       |
| 2016年   | 1月                | 富士電視台          | 沒撐傘的螻蟻們                                                                                | 橋本純                                        |                                          |
| 2016年   | 11月8日            | 關西電視台          | 醫療小組達文西女士的診斷                                                                      | 奥山賢太郎                                    | 第5話                                    |
| 2017年   | 1月22日            | 日本電視台          | 偵探·日暮旅人                                                                                 | 村山章                                        | 第1話                                    |
| 2017年   | 3月6日             | TBS                 | 月曜名作劇場 秘密搜查官危險的二人〜京都不死鳥殺人事件                                         | 古室佑樹                                      | SP                                       |
| 2017年   | 3月24日            | 九州朝日放送        | 福岡戀愛白書12～老師與我～                                                                    | 井手健史                                      | SP                                       |
| 2017年   | 4月 - 9月          | 東京電視台          | CODE:MIRAGE                                                                                   | 森山真一／Mirage                              |                                          |
| 2017年   | 6月19、26日        | 富士電視台          | 貴族偵探                                                                                      | 具同弘基                                      | 第10話                                   |
| 2017年   | 8月8日、15日       | 富士電視台          | 我們做了                                                                                      | ヤング                                        | 第4話、第5話                             |
| 2018年   | 3月                | 日本電視台          | Dolmen X                                                                                      | 實光修吾                                      |                                          |
| 2018年   | 3月24日            | 朝日電視台          | アガサ・クリスティ二夜連続ドラマスペシャル第一夜「パディントン発4時50分〜寝台特急殺人事件〜」 | 鈴木                                          |                                          |
| 2018年   | 4月 - 6月          | NHK                 | 適婚女郎                                                                                      | 大和孝一郎                                    |                                          |
| 2018年   | 5月24日            | 朝日電視台          | 未解決の女 警視庁文書捜査官                                                                   | 西島圭人                                      | 第6話                                    |
| 2018年   | 5月30日            | 日本電視台          | 正義之澟                                                                                      | 光岡駿太                                      | 第8話                                    |
| 2018年   | 7月 - 9月          | 讀賣電視台          | 神速偵探                                                                                      | 大陀羅壬流古                                  |                                          |
| 2018年   | 8月 - 9月          | 東海電視台          | 直到雨停的那一天                                                                              | 森村國彦                                      |                                          |
| 2018年   | 8月18日            | 富士電視台          | ほんとにあった怖い話 夏の特別編2018「ナニワ心霊道」                                           | 柴崎雄二                                      | SP                                       |
| 2018年   | 8月24日            | 富士電視台          | 芸能生活35周年特別企画 「船越英一郎殺人事件」                                                 | 花巻裕也                                      | SP                                       |
| 2018年   | 10月25日           | 朝日電視台          | Legal V～前律師·小鳥遊翔子～                                                                  | 浅野洋平                                      | 第3話                                    |
| 2018年   | 11月10日           | 關西電視台          | 大阪環狀線 每人在車站的愛情故事 第四季                                                        | 風間勇作                                      |                                          |
| 2019年   | 3月28日            | 富士電視台          | 富士電視台開局60周年ドラマ「砂の器」                                                          | 片沢睦郎                                      | SP                                       |
| 2019年   | 4月 - 6月          | 日本電視台          | 我的裙子、去哪了?                                                                             | 田中充                                        |                                          |
| 2019年   | 4月26日            | 朝日電視台          | 家政夫三田園                                                                                  | 神山章一                                      | 第2話                                    |
| 2019年   | 7月 - 9月          | NHK綜合頻道         | 明察小會計                                                                                    | 山崎柊一                                      |                                          |
| 2019年   | 9月4日、11日       | 日本電視台          | 偽装不倫                                                                                      | 藤堂元                                        | 第9話－最終話                            |
| 2019年   | 10月 - 12月        | 日本電視台          | CHEAT 詐欺師們請注意                                                                          | 蓮見將暉                                      |                                          |
| 2019年   | 10月28日           | 東京電視台          | 晴~綜合商社之女                                                                               | 櫻井保                                        | 第2話                                    |
| 2020年   | 1月2日             | 東海電視台          | 歡迎回來〜常若町・伊勢〜                                                                      | 田中恭平                                      | SP                                       |
| 2020年   | 3月5日、12日       | 朝日電視台          | 刑警與檢察官的24小時                                                                          | 久我山勝也                                    | 第8話－最終話                            |
| 2020年   | 4月11日 - 5月23日  | NHK綜合頻道         | 真好啊!光源氏                                                                                 | 中将                                          | 第2話、第4話－最終話                     |
| 2020年   | 8月13日 - 9月10日  | 讀賣電視台          | 大叔喜歡可愛小玩意                                                                            | 鳴戸渡                                        |                                          |
| 2020年   | 8月14日            | NHK-BSP             | 電視劇x漫畫 痕跡之街〜12歲的少女所看的戰爭〜                                                  | 佐藤                                          |                                          |
| 2021年   | 2月8日 - 3月29日   | TOKYO MX            | 青澀吸血鬼的煩惱                                                                              | 黒澤蒼                                        |                                          |
| 2021年   | 4月1日 - 6月3日    | 讀賣電視台          | 無性別男孩熱戀中。                                                                            | 綺羅                                          |                                          |
| 2021年   | 5月13日 - 7月15日  | MBS                 | 愛情幻影                                                                                      | 長谷慧                                        |                                          |
| 2021年   | 8月22日 - 10月10日 | NHK BS Premium      | 白色濁流                                                                                      | 柏木航                                        |                                          |
| 2022年   | 7月8日 - 8月26日   | 東京電視台          | 復讐的未亡人                                                                                  | 齋藤真言                                      |                                          |
| 2022年   | 8月17日 - 9月14日  | 富士電視台          | 鋼盔                                                                                          | 金子慎也                                      | 第7話－最終話                            |
| 2023年   | 7月7日 - 9月1日    | 朝日電視台          | 警部補大魔神                                                                                  | 清家真吾                                      |                                          |
| 2023年   | 12月28日           | 東京電視台          | 口袋裡的冒險                                                                                  | 榊三郎                                        | 第8話                                    |
| 2024年   | 1月11日 - 3月28日  | 東京電視台          | patisserie MON                                                                                | 加瀬総一郎                                    |                                          |
| 2024年   | 4月7日 - 6月9日    | 日本電視台          | ACMA:GAME 惡魔遊戲                                                                            | 長久手洋一                                    |                                          |
| 2024年   | 4月3日 - 6月26日   | 日本電視台          | 被奪走肝的妻子                                                                                | 中村光星                                      |                                          |

### 電視節目
- ラジかるッ（日语：ラジかるッ）レギュラー（メールdeサミットradi4）（2006年4月3日 - 9月29日，日本電視台）
- オススメッ!（日语：オススメッ!）（2007年7月21日，日本電視台）
- 世界一受けたい授業（日语：世界一受けたい授業）（2009年5月23日，日本電視台）
- ベストヒット・イケメン☆パラダイス（日语：ベストヒット・イケメン☆パラダイス）（2011年7月8日，富士電視台）
- テレビを輝かせた100人（日语：テレビを輝かせた100人）（2011年7月9日，富士電視台）
- はねるのトびら（日语：はねるのトびら）（2011年7月20日，富士電視台）
- 爆笑！大日本アカン警察（日语：爆笑！大日本アカン警察）（2012年6月17日，富士電視台）
- 快傑えみちゃんねる（日语：快傑えみちゃんねる）（2012年5月11日，關西電視台）
- 獅子祝您健康（日语：ライオンのごきげんよう）（富士電視台）
  - 2012年8月28日
  - 2013年3月14、15、18日
  - 2014年1月9、10、13日
  - 2015年2月12日
  - 2016年3月24日
- カウントダウン E.T イケメンのPlay List（日语：カウントダウン E.T#コーナー）（2013年9月21日、曲:終わりき旅/Mr.Children）
- ジェネレーション天国（日语：ジェネレーション天国）（2014年1月6日，富士電視台）
- ミカパン（2014年，富士電視台）
- ネプリーグ（日语：ネプリーグ）（2014年1月20日，富士電視台）
- VS嵐（2014年4月10日，富士電視台）
- ネプリーグSP（日语：ネプリーグSP）（2014年4月14日，富士電視台）
- ヒルナンデス！（日语：ヒルナンデス！）（日本電視台）
  - 2014年8月5日
  - 2015年7月31日、10月15日
  - 2019年11月1日
- トコトン掘り下げ隊!生き物にサンキュー!!（日语：トコトン掘り下げ隊!生き物にサンキュー!!）（TBS）
  - 2015年1月21日 ちゃんと見た事ない生き物SP
  - 2015年7月15日 飼い主が好き過ぎる犬SP
- キラきら時間（2015年7月4日，日本電視台）
- 浜ちゃんが！（日语：浜ちゃんが！）（2015年7月22日，讀賣電視台・日本電視台）
- 痛快TVスカッとジャパン（日语：痛快TVスカッとジャパン）（2015年6月8日，富士電視台）
- ペケポンプラス（日语：ペケポンプラス）（富士電視台）
  - 2015年6月23日
  - 2016年1月12日
- 極上空間（日语：極上空間） 升毅 × 桐山漣（2015年3月21日，BS朝日）
- 映画カノン　比嘉愛未の「ただいま。」～思い出の富山ロケ地めぐり～（2016年9月30日，富山電視台）
- NIJIIRO JEAN（日语：にじいろジーン）（2015年12月26日，關西電視台）
- The GIFT（2017年4月3日，日本電視台）
- チョイ住み（日语：チョイ住み） 雅典(希臘)篇 與 佐々木健介（2017年12月2日）
- Downtown Now（日语：ダウンタウンなう） 六本木 （2018年9月14日，富士電視台]]）
- 全員逃走中 第四十七回 獵人和進擊的恐龍（2019年1月5日）
- シンデレラの冒険 沖縄編 （2019年9月7日-28日，共四回，BSスカパー！）
- 古代文明ミステリー たけしの新・世界七不思議（日语：古代文明ミステリー たけしの新・世界七不思議） 大百科6（2019年12月30日，東京電視台）

### OA
- 《假面騎士W 超戰鬥DVD 蓋亞記憶體大圖鑑》（2010年） - 主演・左翔太郎 役（菅田将暉とW主演）
- 《假面騎士W 超戰鬥DVD 丼的α／再見了愛的菜單》（2010年） - 主演・左翔太郎 / 仮面ライダーW（声） 役（菅田将暉雙主演）
- 《假面騎士W RETURNS 假面騎士 Accel》（2011年） - 左翔太郎 / 仮面ライダーW（声） 役
- 《假面騎士W RETURNS 假面騎士 Eternal》（2011年） - 左翔太郎 / 仮面ライダーW（声） 役

### 網絡劇
- 《網絡版 假面騎士W Forever A 至 Z之爆笑26連發》（2010年） - 左翔太郎 役
- 《網路版 假面騎士×超級戰隊×宇宙刑事 超級英雄大戰乙！～Heroo！知識～會解決你的煩惱！》（2013年） - 仮面ライダーW（声） 役

### 舞台劇
- 網球王子舞台劇 飾 丸井文太 
  - Absolute King 立海 feat.六角〜First Service（2006年12月 - 2007年1月）
  - Concert Dream Live 4th（2007年3月）
  - Concert Dream Live 4th Extra公演 in大阪（2007年5月）
  - Absolute King 立海 feat.六角〜Second Service（2007年8月 - 9月）
  - Concert Dream Live 5th（2008年5月）
- 當按下開關時〜你們為了什麼而活著?〜（2007年10月 - 11月）饰 田園大辅
- 台風14号  もんしろ（2008年7月 - 8月）飾 林靖文
- 朗讀劇 腦海中的橡皮擦 3rd letter (2011年5月)
- Leading Drama「辻仁成　之後的二人」（2013年4月11日）
- 激動-GEKIDO-（2013年8月23日 - 9月2日）飾 小方八郎
- 佛物專寺（2013年11月6日 - 17日）飾 城敦
- リーディングドラマ「シスター」（2018年12月21日、よみうり大手町ホール）

### Live
- 武田真治 featuring Shiho SUMMER LIVE（2017年8月21日、ブルーノート名古屋） - スペシャルゲスト（ベーシスト）

### CM
- 東京迪士尼海洋「リズムオブワールド」（2006年1月 - 3月）
- CCJC「コカ・コーラ〜大声援篇」（2006年6月 - ）
- BANDAI「仮面ライダーW メモリガジェットシリーズ」（2009年）
- SUNTORY「オールフリー〜スイートメモリーズ篇」（2015年9月 - 11月）
- adidas ID&S2S 「キャンペーンモデル」（2019年7月 - ）

### 廣播
- Web Radio「マベラヂW」（2007年4月 - 2008年3月）
- ABC創立65周年記念連続ラジオドラマ「ナデシコですから」（2016年6月 - 9月、ABCラジオ） - 大和陽一郎 / コーイチロウ 役[2][3]
- 青春アドベンチャー（日语：青春アドベンチャー）（NHK-FM）
  - 「北海タイムス物語」（2019年2月11日 - 2月22日 全10回） - 松田駿太 役
  - 「イレーナの帰還」（2020年2月3日 - 2月28日 全20回）

### 遊戲
(待更新)

### PV
- 上木彩矢 w TAKUYA「W-B-X 〜W-Boiled Extreme〜」（2009年） 飾 左翔太郎
- 鳴海莊吉（吉川晃司）「Nobody's Perfect」（2010年）飾 左翔太郎
- SuG「小悪魔sparkling」（2010年）
- NERDHEAD「どうして好きなんだろう feat. Mai.K」（2011年）
- Cherie「恋のフシギ」（2011年）
- 超新星「クリウンナレ-キミに会いたくて」（2011年）
- 青山黛瑪「WITHOUT U feat. 4Minute」（2011年）
- mihimaruGT「マスターピース」（2011年）
- SHINee「君のせいで」（2016年）
- DAOKO「終わらない世界で」（2018年）[4]

## 作品

### DVD
- Renn kiriyama 1st premium DVD「ROOM N(U)MBER」（2007年3月）
- MEN's DVD「Humidity 83%」（2007年8月）
- Renn kiriyama 2nd premium DVD「解放区」（2008年10月）
- 桐山漣 プライベートジャーニー in ベトナム【1卷】ホーチミン編（2009年1月）
- 桐山漣 プライベートジャーニー in ベトナム【2卷】メコン川編（2009年2月）
- 桐山漣 プライベートジャーニー in ベトナム【3卷】フエ編（2009年3月20日 発売予定）

### 角色歌曲
| 推出日期     | 專輯名稱                       | 歌曲演唱者                                  | 歌曲                                                 | 備註                                |
| ------------ | ------------------------------ | ------------------------------------------- | ---------------------------------------------------- | ----------------------------------- |
| 2019年5月1日 | 平成仮面ライダー20作記念ベスト | 左翔太郎（桐山漣） × フィリップ（菅田将暉） | 「Finger on the Trigger（平成ベスト RE-EDIT ver.）」 | テレビドラマ『仮面ライダーW』劇中歌 |

## 書籍

### 寫真集
- MEN's PHOTO BOOK「Mobius」（2007年7月）
- PHOTO BOOK 「キリヤマ レン」 （2015年12月、ワニブックス）[5]

### 雜誌
- Melodious Girl -メロディアス・ガール-〈vol.1〉（著：miyu、2012年10月25日、集英社ピンキー文庫）
- Melodious Girl -メロディアス・ガール-〈vol.2〉（著：miyu、2012年11月22日、集英社ピンキー文庫）

## 獎項
- 2010年: 東京帽子協會主辦・東京帽子俱樂部「Hat GrandPrix 2010」年度帽子最相襯人物大獎 冠軍（男性部門）[6]
- 2013年：第8屆首爾國際電視節 觀眾投票最高人氣獎（日本）《變身指令2》

## 相關網站
- 公式BLOG【Renn's VISION】 （页面存档备份，存于）
- 公式網站 （页面存档备份，存于）
- 桐山漣的Instagram帳戶
- 桐山漣 アプリ - Android
- 桐山漣 アプリ - iPhone （页面存档备份，存于）
- 桐山漣 公式ブログ - GREE （页面存档备份，存于）
- 関連グッズ （页面存档备份，存于）

| 前任： 井上正大 （假面騎士DECADE） | 日本假面騎士系列主騎士演員 假面騎士W 2009年9月6日-2010年8月29日 （同期：菅田將暉） | 繼任： 渡部秀 （假面騎士OOO） |